# Shin’ya shokudō
Shin’ya shokudō (jap. 深夜食堂; ang. Midnight Diner) – manga autorstwa Yarō Abe. Zdobyła Nagrodę Shōgakukan Manga w kategorii ogólnej i w 2009 roku była nominowana do nagrody Manga Taishō.
Na podstawie mangi powstał serial aktorski. W latach 2009–2014 produkowany był na zlecenie regionalnej telewizji MBS TV z Osaki, a w innych częściach Japonii emitowany przez TBS, pierwszy sezon miał swoją premierę w 2009 roku, drugi – w 2011 roku, a trzeci – w 2014 roku. W 2016 jego czwarty sezon, wydany pod tytułem Midnight Diner: Tokyo Stories, został zrealizowany na zlecenie platformy internetowej Netflix, która zdecydowała się na jego udostępnienie na całym świecie. W 2019 na zlecenie Netflixa powstała kolejna seria. Łącznie zrealizowano 50 odcinków. W roli głównej występuje Kaoru Kobayashi.
31 stycznia 2015 roku miał swoją premierę film aktorski w reżyserii Jōjiego Matsuoki, a 5 listopada 2016 roku miała swoją premierę kontynuacja filmu – Zoku: shin'ya shokudō (jap. 続・深夜食堂).
Na podstawie serii powstał także koreański serial Sim-yasikdang, który miał swoją premierę w 2015 roku, a także chiński serial Shenye shitang (chn. 深夜食堂), który miał swoją premierę w 2017 roku.

## Opis fabuły serialu
Serial stanowi luźny zbiór historii różnych ludzi, w których wspólnym mianownikiem jest mały bar w tradycyjnym, japońskim stylu, otwarty wyłącznie od północy do siódmej rano. Takie godziny pracy lokalu sprawiają, iż pojawia się w nim bardzo eklektyczna klientela. Jedynym bohaterem odgrywającym istotną rolę w każdym odcinku jest właściciel i zarazem jedyny pracownik baru. 
Tytuły odcinków pochodzą od nazw dań, zwykle kuchni japońskiej, które są w jakiś sposób istotne dla opowiadanych historii. Każdy odcinek kończy się uwagami na temat przygotowywania danej potrawy, przypominającymi nieco programy kulinarne, a następnie postacie występujące gościnnie w danym epizodzie łamią czwartą ścianę i życzą dobrej nocy bezpośrednio widzom.